# Johannes de Bel
Johannes de Bel, auch de Bell (* in ’s-Hertogenbosch; † nach 1485, vermutlich in Köln) war ein deutscher Inkunabeldrucker.

## Leben
Johannes de Bell ist vermutlich identisch mit jenem Johannes de Bell aus ’s-Hertogenbosch (Lateinisch Buscoducis), der am 30. April 1466 an der Universität Köln immatrikuliert wurde. 1467 graduierte er als Baccalaureus, 1469 als Lizentiat und am 11. Dezember 1472 an der thomistisch geprägten Montana-Burse als Magister artium.
Er trat als selbständiger Drucker nur in einem kurzen Zeitraum zwischen 1481 und 1482 auf sowie mit anderen noch einmal 1484/85. Sein erster Druck, ein Diurnale mit Tagzeiten nach dem Kölner Brauch ist auf den 21. Mai 1481 datiert. In zweien seiner Drucke bezeichnet er sich als Incola civitatis, Einwohner der Stadt (Köln).
Er benutzte eine charakteristische kleine Brevier-Type. In einem seiner Drucke verwendet er eine Type von Johann Koelhoff dem Älteren. Es ist anzunehmen, dass Johannes de Bel diese von Koelhoff erworben hat.

## Drucke
- Diurnale Coloniense. [Köln]: Johannes de Bel, 21.V.1481 GW 08532
- Diurnale Coloniense. [Köln: Johannes de Bel, um 1481/82]. GW 0853210N
- Diurnale Coloniense. [Köln: Johannes de Bel, Theodoricus Molner und Johann Koelhoff d. Ä., um 1484/85] GW 08533
- Diurnale Leodiense. Köln: Johannes de Bel, 16.IX.1482 GW 08541
- Diurnale Monasteriense. [Köln: Johannes de Bel, um 1481/82]. GW 08550
- Henricus de Gorinchem: Conclusiones super IV libros Sententiarum. [Köln: Johannes de Bel, um 1482]. GW 12215
- Nocturnale Coloniense. Köln: Johannes de Bel, 26.VIII.1481. GW M27178
- Nocturnale Monasteriense. [Köln: Johannes de Bel, um 1481/82]. GW M27180 Digitalisat, Stadtbibliothek Lübeck
- Ordo magistri et consilii hospitalis Hierosolymitani. Köln: Johannes de Bel, 7.XI.1482. GW M28323